# Bucurasøen
Bucurasøen er en gletsjercirque sø, beliggende i Retezat-bjergene i Rumænien. Den ligger syd for hovedryggen, ved foden af Peleagatinden, og i en højde af omkring 2.040 m.
Det er den største gletsjersø i Rumænien med et areal på over 105.000 kvadratmeter. Den er 550 m i længden, 160 m i bredden i gennemsnit og 225 m maksimal bredde og en omkreds på 1.390 m. Den maksimale dybde er 15,5 m, og volumen 625.000 m³.